# Massimo Viglione
Massimo Viglione (Caserta, 18 gennaio 1964) è uno scrittore italiano di estrazione cattolica.

## Biografia
Nato a Caserta il 18 gennaio 1964, nel 1970 si trasferisce a Roma con la famiglia. Dopo gli studi classici, si laurea in filosofia all'Università La Sapienza di Roma con una tesi sul giudizio sulla Rivoluzione francese in ambiente italiano nel XIX secolo.
Dal 1993 al 2005, mentre insegnava storia e filosofia nei licei, è stato cultore della materia di storia moderna presso l'Università di Cassino.
Dal 2005 tiene corsi presso l'Università Europea di Roma, prima di Storia Moderna, poi di Pensiero e Istituzioni della Società cristiana. È anche ricercatore presso l'Istituto di Storia dell'Europa mediterranea del CNR.
È stato direttore editoriale della casa editrice Il Minotauro, coordinatore editoriale della rivista Nova Historica e del periodico Radici Cristiane.
È autore di diversi saggi sulla questione delle insorgenze italiane e sul Risorgimento, usciti per case editrici come Città Nuova, Ares e Il Minotauro.
Tiene regolarmente conferenze in tutta Italia in difesa dei valori tradizionali della civiltà cristiana, europea e italiana.

### L'attività di storico
Negli anni novanta, si occupa principalmente dell'epocale fenomeno delle insorgenze controrivoluzionarie antigiacobine e antinapoleoniche.
Dai primi anni duemila, ha studiato e rivisitato il grande problema del Risorgimento italiano, presentandolo come Rivoluzione Italiana e approfondendone in chiave di revisione storica presupposti ideologici, eventi e conseguenze.
Ha inoltre studiato la persistenza dell'ideale crociato in età tardo medievale e moderna. Ha tenuto diverse conferenze presso le giornate culturali di Radio Spada.

## Controversie
Viglione è anti-europeista, è contro la teoria gender, l'«omosessualismo ed il transessualismo», l'«immigrazionismo» (considerato, a tutti gli effetti, un'invasione), il femminismo e la laicità «anticristiana» delle istituzioni, tutti fenomeni che attribuisce a un generale complotto massonico-protestante contro la Chiesa cattolica. Teoria che giornalisti come Paolo Mieli hanno giudicato infondata e da dimostrare.
La soluzione proposta da Viglione consiste «nel difendere tutti insieme la Verità della Rivelazione e tutto quanto insegnato dalla Tradizione e del Magistero universale della Chiesa Cattolica in questi duemila anni, rifiutando ogni altra contaminazione recente e odierna che contrasti palesemente con tutto ciò. Questa è l’unica via per l’unità dei cattolici, non ve ne sono altre. Ma questo è esattamente ciò che la gerarchia e gran parte del clero per primi non fanno, trascinando con sé quei “laici impegnati” con responsabilità di direzione di importanti movimenti di fedeli e di attività mediatica, provocando il disastro a cascata fra i laici ancora cattolici».
Paragona George Soros a Shelob, accusandolo di incentivare «l'invasione islamica dell'Europa» e la «dissoluzione generale».

### Le Crociate e la questione ebraica
Viglione sostiene che: «Da un punto di vista religioso e cristiano, gli ebrei, non riconoscendo – e condannando a morte – il Messia, perdettero per sempre il ruolo di “popolo eletto”, e, di conseguenza, il diritto a possedere la Terra Promessa». Sulla base di queste affermazioni, ritiene che la Palestina apparteneva a Roma, e quindi «non si può presentare i crociati come una “banda di matti fanatici” e ladri che calò improvvisamente in Palestina per rubare tutto a tutti e uccidere i poveri musulmani indifesi. Ciò è solo ridicolo, evidentemente sostenuto da chi non cerca la verità storica ma è mosso solo dal suo odio anticristiano (o dalla sua simpatia filoislamica)».
Nelle sue pubblicazioni denuncia l'atteggiamento «filo-rivoluzionario» degli ebrei e le leggi «criminali» che durante il triennio 1796-1799 permisero agli stessi di uscire temporaneamente dai rispettivi ghetti.
Afferma inoltre che gli ebrei furono apertamente a favore dell'invasione francese del 1796, che «avevano sempre manifestato il loro appoggio ai rivoluzionari», e che tale atteggiamento «li ha immolati all'odio del popolo», così come avvenne in occasione del rogo di tredici ebrei a Siena nel 1799 e dell'attacco al ghetto di Roma in seguito all'uccisione di Ugo di Basseville nel 1793.
Critica inoltre l'abolizione dei segni di distinzione durante il triennio 1796-1799 e l'inserimento di giansenisti ed ebrei nelle cariche pubbliche.

## Opere
- La rivoluzione francese nella storiografia italiana dal 1790 al 1870, Coletti, 1991
- La Vandea Italiana. Le insorgenze controrivoluzionarie dalle origini al 1814, Milano, Effedieffe, 1995
- Rivolte dimenticate. Le insorgenze degli italiani dalle origini al 1815, Città Nuova, (1999)
- Le insorgenze. Rivoluzione & Controrivoluzione in Italia. 1792-1815, Ares (1999)
- La rivoluzione italiana: storia critica del Risorgimento, Il minotauro, (2001)
- Libera Chiesa in libero Stato? Il Risorgimento e i cattolici: uno scontro epocale, Città Nuova, (2005)
- L'identità ferita. Il Risorgimento come Rivoluzione & la Guerra Civile Italiana, Ares, (2006)
- L'idea di crociata di santa Caterina da Siena, CNR, (2007)
- “ ... Rizzate il gonfalone della santissima Croce”. L'idea di Crociata in santa Caterina da Siena, ETS, (2007)
- 1861. Le due Italie. Identità nazionale, unificazione, guerra civile, Ares (2011)
- Il destino dell'Italia. Dalla Rivoluzione unitarista al dissolvimento odierno. Per capire e reagire. Edizioni Radio Spada (2016)